# Mensa International
«Mensa» (/ mɛnsə /, лат.: [MẽːSA]) — найбільша і найстаріша організація, що об'єднує людей, які мають високий коефіцієнт інтелекту (IQ). Менса складається з локальних національних організацій та парасолькової організації Mensa International з офісом в Кейторпі, Лінкольншир, Англія.
Членами організацію можуть бути люди, які мають IQ вищий, ніж у 98% всіх людей, визначений стандартним тестом IQ або іншим затвердженим тестом на рівень інтелекту.
Слово mensa в перекладі з латини означає "стіл", що і зображено на логотипі організації. Це слово було обране, щоб продемонструвати природу поняття круглого столу для організації — the coming together of equals.

## Історія Mensa
Роланд Берріл, австралійський адвокат, та доктор Ланселот Вейл, британський вчений та юрист, заснували Менсу у Лінкольн коледж, Оксфорд, Англія у 1946 році. Основною метою було формування більш інтелектуально розвинутого суспільства, критерієм чого є високий рівень IQ.
Організація створювалась як аполітична у своїх цілях, а також вільна від усіх інших соціальних поділів, таких як раса та релігія. Однак Берріл та Вейл були розчаровані тим, якою організація виявилась насправді. Беррілл мав на меті створити "аристократію інтелекту" і був незадоволеним, що більшість членів вийшли з робітничого класу або нижчих шарів суспільства. Вейл сказав: "Я розчарований тим, що так багато членів витрачають так багато часу на вирішення головоломок".
Американський осередок Менси був другим за величиною у структурі організації. Його успіх був пов'язаний з зусиллями організаторки Марґо Сейтелман.

## Вимоги до членства
Вимоги Менса до членства - це оцінка краща ніж у 98% населення за стандартним тестом IQ або іншим затвердженим тестом на рівень інтелекту, таких як  Stanford-Binet. Мінімальний прийнятий бал на Стенфорд-Біне - 132, а для CATTELL - 148. Більшість випробувань IQ призначені для отримання середньої оцінки 100 зі стандартним відхиленням 15; 98-процентний рахунок у цих умовах становить 131, припускаючи нормальний розподіл.
Більшість національних груп тестує за допомогою добре розроблених IQ опитників, але Американський осередок Менси розробив власний іспит. Цей іспит складається при вступі до американської Менси та не забезпечує оцінку, у порівнянні з оцінками на інших тестах. Вона служить лише для того, щоб кваліфікувати особу для членства. У деяких національних групах людина має можливість тільки один раз скласти тест на вступ, хоча пізніше може подати заявку з результатами інших. Тест Менса також доступний у деяких країнах, що розвиваються, таких як Індія та Пакистан, і кількість осередків у країнах, що розвиваються, зростає у швидкому темпі.

## Структура організації
Mensa International складається  приблизно зі 134 000 чоловіків та жінок  у 100 країнах та у 54 національних групах. Національні групи випускають періодичні видання, такі як Mensa Bulletin, щомісячна публікація американської Менса, та журналу Менса, щомісячна публікація Британської Менса. Особи, які живуть у країні з національною групою, приєднуються до національної групи, тоді як ті, хто живе в країнах без визнаного осередку, можуть приєднатися до Менси безпосередньо.   
Найбільшими національними групами є:
- Американська Менса, з більш ніж 57 000 членів,[17]
- Британська Менса, з більш ніж 21 000 членів,
- Менса Німеччини, з більш ніж 13 000 членів.[18]

Більші національні групи додатково поділяються на місцеві групи. Наприклад, American Mensa має 134 місцеві групи, найбільша має понад 2000 членів, а найменша - менш ніж 100.  
Члени можуть утворювати особливі групи інтересів (SIGS) на міжнародному, національному та місцевому рівнях. Ці SIGS представляють широкий спектр інтересів, починаючи від мобільних клубів до підприємницьких кооперацій. Деякі SIGS пов'язані з різними географічними групами, тоді як інші діють незалежно від офіційної ієрархії. Існують також електронні SIGS (ефіри), які працюють, перш за все, як списки електронної пошти, де члени можуть зустрічатися один з одним особисто, але не повинні.   
Фонд Менса, окрема благодійна корпорація США, публікує свій власний журнал Mensa, в якому обидві організації публікуються за різними темами, що оточують концепцію та вимірювання інтелекту.

## Збори
Менса проводить багато заходів для членів, від місцевого до міжнародного рівня. У кількох країнах проводяться великі заходи, що називаються щорічними зборами (AGM). Вони проводяться в іншому місті щороку, зі спікерами, танцями, майстер-класами з лідерства, дитячими заходами, іграми та іншими заходами. Американські та Канадські річні збори зазвичай проводяться під час вихідних у День незалежності США (4 липня) або День Канади (1 липня).
Менші збори, які називаються регіональними зборами (РГ), які проводяться в різних містах, залучають членів з великих територій. Найбільша в США проводиться в районі Чикаго близько Гелловіну, зокрема, проводиться костюмована вечірка, для якої багато членів створюють костюми на основі каламбурів.
У 2006 році з 8 по 13 серпня в Орландо, штат Флорида, відбувся Всесвітній збір Менси з нагоди святкування 60-ї річниці заснування Менси. За оцінками, 2500 учасників із понад 30 країн зібрались на це свято. Міжнародна рада директорів провела там офіційне засідання.  
У 2010 році в місті Дірборн, штат Мічиган, було проведено спільне американо-канадське щорічне зібрання з нагоди 50-ї річниці Менси в Північній Америці, одного з декількох об'єднань США та Канади. Інші багатонаціональні збори - це Європейський щорічний збір Менси (EMAG) та Азійський збір Менси (AMG).   
Починаючи з 1990 року, американська "Менса" спонсорує щорічні змагання "Ігри розуму" Менса, на яких нагорода Mensa Select отримує п'ять настільних ігор, "оригінальних, складних та добре розроблених".
Окремі місцеві групи та їхні члени проводять менші заходи для членів та своїх гостей. Поширені події з обідом або вечерею, лекції, екскурсії, виходи в театр та ігрові вечори.
У Європі з 2008 р. Міжнародні зустрічі проводяться під назвою [EMAG] (Європейський щорічний збір Менси). Попередні зустрічі були в Утрехті (2009), Празі (2010), Парижі (2011), Стокгольмі (2012), Братиславі (2013), Цюриху (2014), Берліні (2015), Кракові (2016), Барселоні (2017), Белград (2018) та Гент (2019). Подія 2020 року має відбутися у Брно з 29 липня по 2 серпня. Збір на 2021 рік запланований на Орхус.
В азійсько-тихоокеанському регіоні проводиться щорічний збір Менси (AMAG), в якому країни, що чергуються, приймають захід. Сюди увійшли Голд-Кост, Австралія (2017), Себу, Філіппіни (2018), Нова Зеландія (2019) та Південна Корея (2020).

## Діяльність Mensa
Діяльність організації спрямована на пошук людей з високим рівнем інтелекту, і створення для них сприятливих умов для розвитку.
Mensa, у перекладі з латини — стіл. Назва була вибрана у контексті легенди про круглий стіл короля Артура, де за столом сиділи рівні.
Серед ігор, які проводить Менса, є шахи, покер, мафія, ерудит та інші інтелектуальні ігри. Найрозумнішою жінкою на планеті організація визнає болгарку Даніелу Сімідчиєву.

## Відомі представники Mensa
- Джина Девіс — американська актриса.
- Клайв Сінклер — британський винахідник.
- Джоді Фостер — американська акторка.
- Річард Бакмінстер Фуллер — американський архітектор.
- Стівен Гокінг — британський астрофізик.
- Квентін Тарантіно — американський кінорежисер.